# Kathedraal van de Ontslapenis van de Moeder Gods (Toela)
De Kathedraal van de Ontslapenis van de Moeder Gods (Russisch: Успенский кафедральный собор) is een Russisch-orthodoxe kathedraal in de Russische stad Toela. Andere namen van de kerk zijn Oespenskikathedraal en, vanwege de koepels, de Zwarte Kerk. De kathedraal bevindt zich in de directe nabijheid van het Toelaër kremlin en moet niet worden verward met de gelijknamige kathedraal binnen de muren van het kremlin.

## Geschiedenis
De kathedraal werd gebouwd in de jaren 1898-1902. Op de plek van de huidige kathedraal werd in de 18e eeuw een klooster met een stenen kerk opgericht, Van 1791-1792 werd deze kerk vervangen door een nieuwe kerk, die ten slotte voor de bouw van een grotere Hemelvaartkathedraal in 1898 afgebroken werd. Op 24 oktober 1902 kon de van rode baksteen opgetrokken en met zwarte koepels bekroonde kerk worden ingewijd. In 1909 werd het interieur en gedeeltelijk ook het exterieur beschilderd. Deze beschilderingen leken enigszins op de beschilderingen van de Vladimirkathedraal in Kiev.

## Sovjet-periode
De bolsjewieken gelastten in 1918 de sluiting van de kerk, tegelijkertijd werd ook het klooster opgeheven. Men verzocht in 1930 de kathedraal te verwoesten, maar de pogingen mislukten. Ten slotte werd het gebouw geschikt gemaakt voor de huisvesting van het Stadsarchief. In de late jaren 1980 werd de kathedraal gerenoveerd.

## Heropening
In 2005 ontruimde het Stadsarchief de kerk. Op 8 september 2006 werd de kathedraal weer opengesteld voor de eredienst.